# Saint-Germain-sur-Morin
Saint-Germain-sur-Morin è un comune francese di 3 562 abitanti situato nel dipartimento di Senna e Marna nella regione dell'Île-de-France.

## Società

### Evoluzione demografica
Abitanti censiti